# Långevattnet (Högsäters socken, Dalsland)
Långevattnet är en sjö i Färgelanda kommun i Dalsland och ingår i Örekilsälvens huvudavrinningsområde.